# Dzibalchén
Dzibalchén es una localidad del estado de Campeche, está ubicada a unos 145 kilómetros de la capital del estado. Tiene la categoría político-administrativa de junta municipal del municipio de Hopelchén. Esta población se encuentra en el corazón de la región de los Chenes, por lo cual se encuentra cerca de tres importantes zonas arqueológicas: Hochob, Dzibilnocac y el Tabasqueño Archivado el 23 de octubre de 2021 en Wayback Machine..

## Geografía
En Dzibalchén, la temporada de lluvia es opresiva y mayormente nublada, la temporada seca es bochornosa y mayormente despejada y es muy caliente durante todo el año. Durante el transcurso del año, la temperatura generalmente varía de 16 °C a 36 °C y rara vez baja a menos de 11 °C o sube a más de 39 °.
Está a 110 metros sobre el nivel del mar, esta mediana elevación se debe a que esta inmersa en la cordillera de dzibalchén.
Su población consta de 2,340 personas.  La actividad que predomina en la localidad es la terciaria, específicamente el área de servicios y comercio, aunque además a los alrededores de la villa es muy común encontrar sembradíos de maíz, soya y sandía. La apicultura como en todo el municipio de Hopelchén se hace presente pero en mucha menor cantidad por su parte la  ganadería es casi nula en esta localidad. 
Cerca del 60% de la población es considerada indígena, el 26% habla una lengua indígena (maya), el porcentaje de analfabetismo es relativamente bajo pues ronda el 7% de la población total. Los servicios básicos como el drenaje, electricidad y agua potable son comunes en el grueso de la población. 

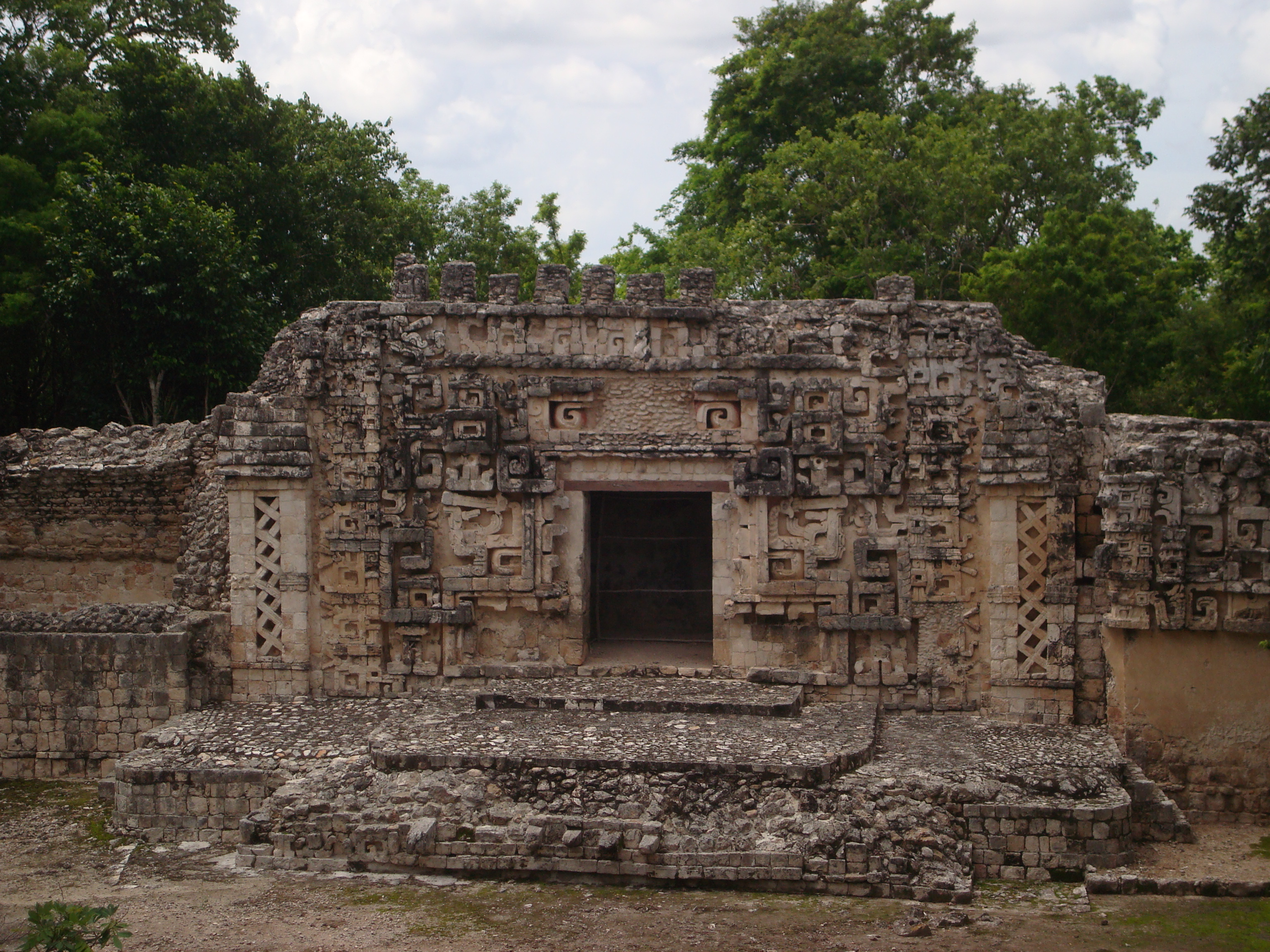
Zona arqueológica de Hochob a 5 minutos de Dzibalchén

## Breve reseña histórica

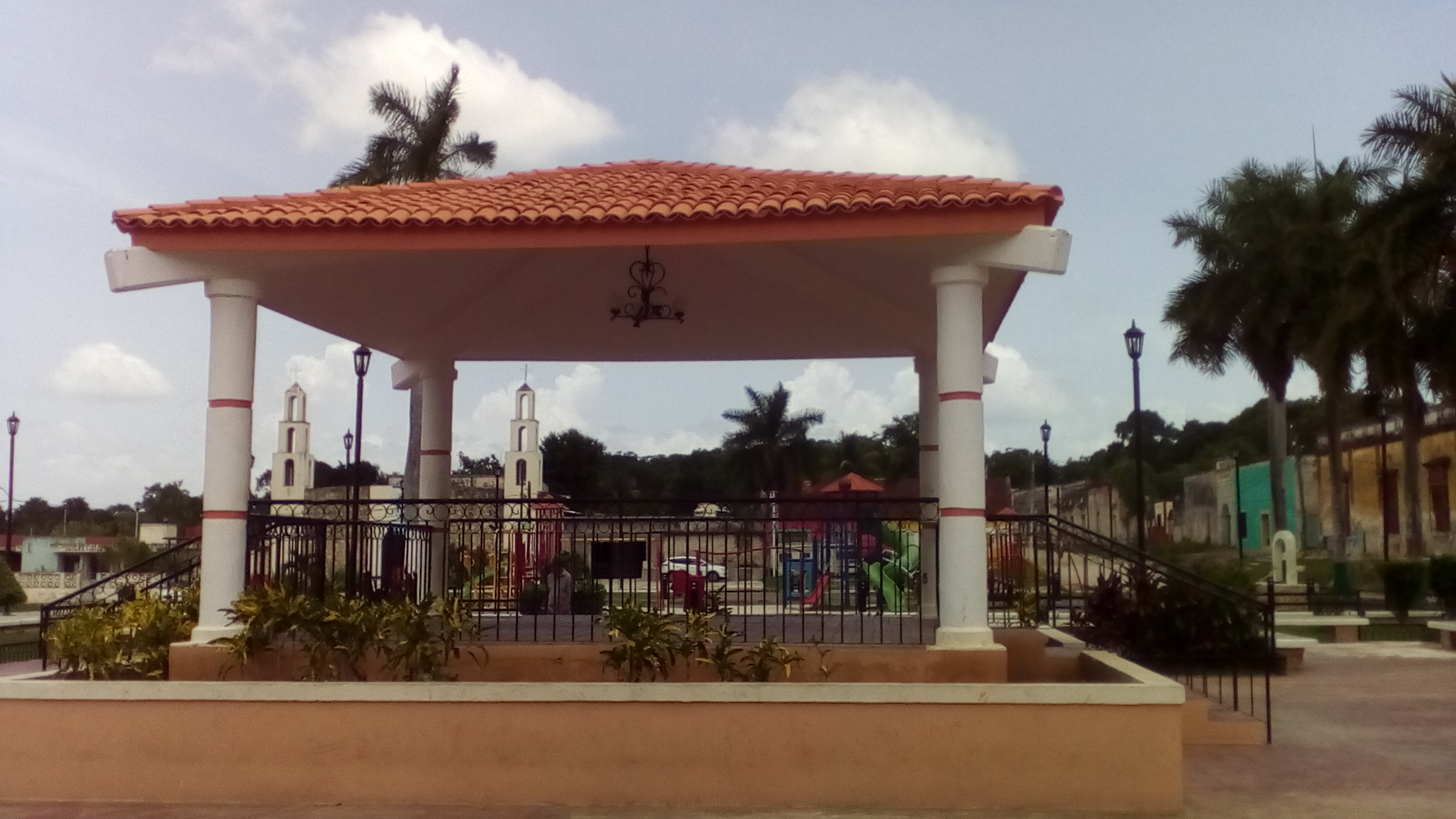
Plaza de armas de la comunidad de Dzibalchén

Durante el periodo clásico mesoamericano la civilización maya vio su máximo esplendor, en la zona de dzibalchén hubo una inmensa prosperidad, pues en el transcurso del segundo  imperio maya es decir del año 1000 d.c al 1517 d.c , se fundaron algunos asentamientos  mayas; Hochob la más importante; una característica importante es que ante la falta de mantos acuíferos superiores los nativos recurrieron a la  perforación pozos más bien conocidos como chultún  en los cuales almacenaban el agua de la lluvia; esta característica se repite ya en el poblado de Dzibalchén con la gran cantidad de pozos que se encuentran por todo el lugar.   
Dzibalchén participó activamente en la guerra de castas, sirvió como un punto de conexión y de constante paso de víveres para las tropas federales. Era común que los mayas insurrectos asaltaran las vivienda de esta localidad, por lo cual, durante este conflicto los habitantes se movían a través de una serie de cavernas naturales que son comunes en la zona. Este conflicto bélico cobro la vida de una gran cantidad de personas, uno de los sucesos más relevantes durante esta guerra fue el incendio de la parroquia local, que fue causada por los rebeldes, a la postre la iglesia fue restaurada pero solo de manera parcial. 
La fecha exacta de la fundación de la localidad es un dato desconocido; lo que si se sabe es que se fundó a mediados del siglo XIX como una hacienda dedicada a la explotación de resina de los árboles de chicozapote con el objetivo de crear Sikte’, cha’ (chicle); de la antigua hacienda aún se conserva parte de la plaza principal y la fachada de varios edificios del centro histórico de la localidad. El apogeo de esta actividad se dio a partir de los años 20s del siglo XX, la derrama económica que esta actividad ofrecía atrajo a una gran cantidad de personas, por lo cual, dzibalchén creció en cuanto a densidad de población convirtiéndose en la ciudad más importante de la región.

## Cultura
La palabra Dzibalchén es resultado de la hispanización de los vocablos ts’íib (escrito) y Ch’e’ (pozo), por lo cual podemos entender que Dzibalchén se traduce como pozo escrito. La tradición local menciona que en el interior de uno de los pozos de la localidad se encontraron inscritos mayas que con el mensaje ts’íib ch’e.  
Las raíces mayas siguen muy presentes en la comunidad, por ello las vestimentas así como los usos y costumbres de esa civilización siguen muy presentes. Si visitas esta comunidad durante los primeros días de noviembre estarás en pleno hanal pixán, o "comida de las ánimas", en estos días los pobladores acostumbran realizar altares llenando estos de los alimentos favoritos de sus difuntos y por supuesto que siempre está presente el pibipollo. 
Uno de los lugareños más importantes es el Coronel Leocadio Preve quien fue gobernador de Campeche de 1891 a 1895; además de Carlos Miranda vera político y militar mexicano.
La tradicional feria en honor a la virgen dolorosa inicia dos semanas después de jueves santo; durante cinco días la plaza principal se llena de colores decorativos, comida tradicional, juegos mecánicos y corridas de toros, siendo una de las feria más importante de la zona chenes y una de las fiestas con más tradición del estado de Campeche.